# Olympische Winterspiele 2010/Teilnehmer (Mazedonien)
| Gelbes Symbol für Goldmedaillen mit stilisierten Olympischen Ringen | Graues Symbol für Silbermedaillen mit stilisierten Olympischen Ringen | Braundes Symbol für Bronzemedaillen mit stilisierten Olympischen Ringen |
| ------------------------------------------------------------------- | --------------------------------------------------------------------- | ----------------------------------------------------------------------- |
| —                                                                   | —                                                                     | —                                                                       |

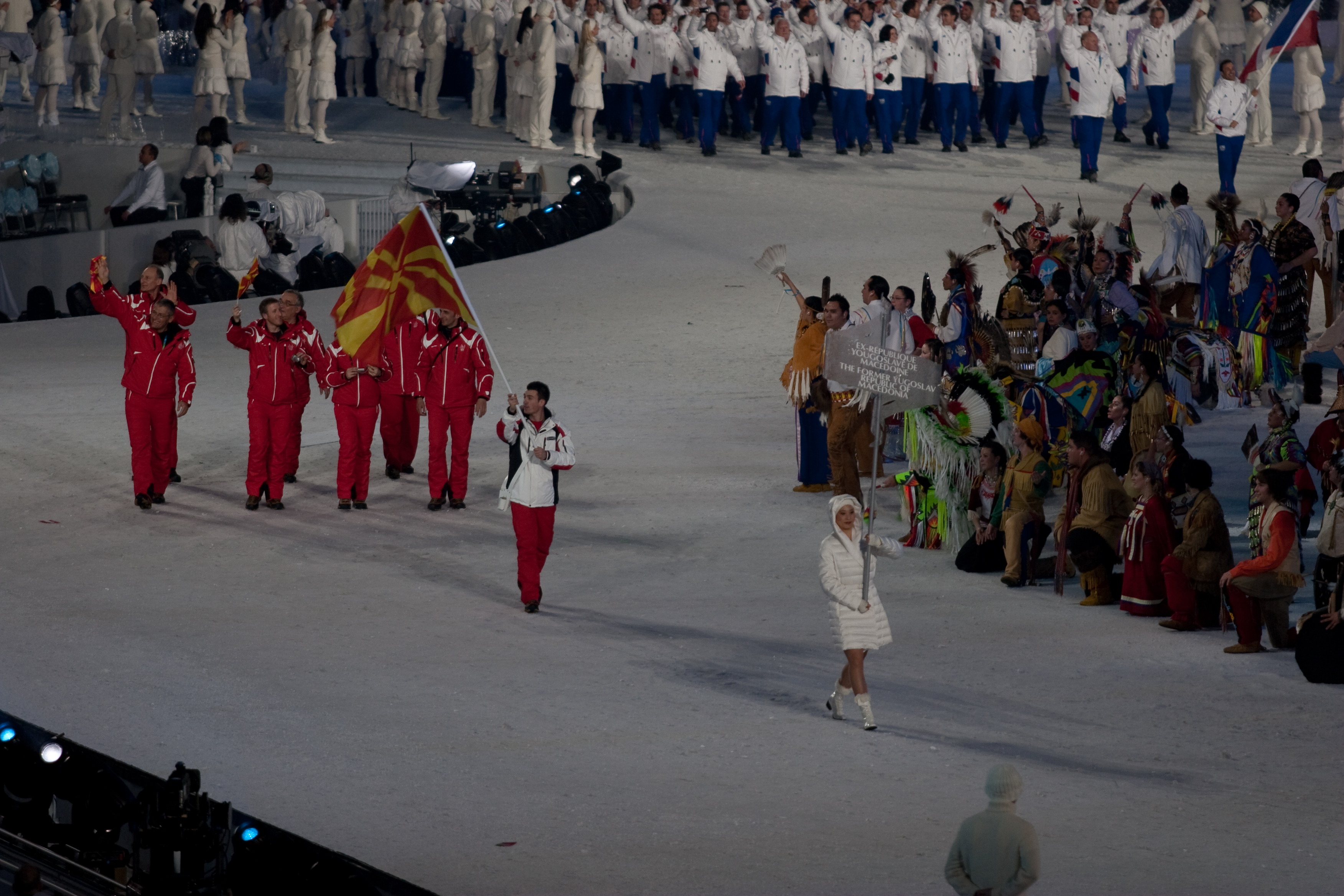
Einmarsch der mazedonischen Delegation

Mazedonien nahm an den Olympischen Winterspielen 2010 im kanadischen Vancouver mit drei Sportlern in zwei Sportarten teil.

## Teilnehmer nach Sportarten

### Ski Alpin
Männer
- Antonio Ristevski

### Skilanglauf
| Männer - Darko Damjanovski | Frauen - Rosana Kiroska |